# Frédéric Niemeyer

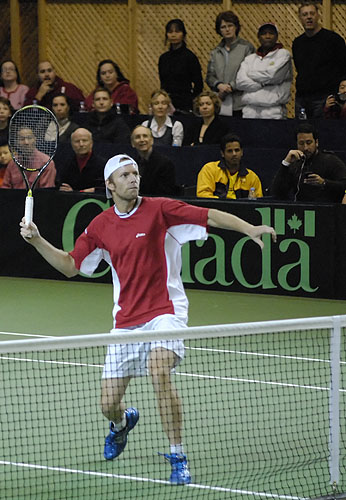
Frédéric Niemeyer

Frédéric Niemeyer (Campbellton, New Brunswick, 24 de abril de 1976) é um tenista profissional canadense.
Venceu, em 2002, o Aberto de São Paulo de Tênis, um dos maiores torneios de tênis do Brasil.